# Mandrage
Mandrage es una banda de rock de Pilsen (República Checa). Es famosa por sus hits como «Šrouby a Matice», «Františkovy lázně» o «Na dlani». En la actualidad tiene cuatro miembros, Vít, Josef, Michal y Matyáš, y un músico externo, František. Se formó en el año 2001.

## Historia
En el año 2001 los padres del Vít y Matyáš estuvieron juntos en la celebración de su banda Mediterian donde decidieron que sus hijos podían tocar juntos. Aquí tiene su origen el dúo: Víťa (Vít – vocalista y guitarra) y Mates (Matyáš - batería). Entre los años 2002 y 2003 se unió al dúo su amigo que tocaba el piano eléctrico y la armónica pero después de algún tiempo se fue. Los chicos empezaron a componer sus propias canciones y actuaron en sus primeros conciertos. Participaron en la competición amateur “Múza” en Pilsen. No tuvieron éxito pero Mates ganó el premio especial de “El más joven y el mejor batería”. En la competición conocieron a Josef Bolan, que actuaba en la banda Velvet Ectasy, y a Coopi que actuaba en Pornocowboys. Víťa y Mates se hicieron amigos de Coopi y juntos tuvieron varios conciertos. En el año 2004 se unió Josef y la banda Mandrage fue completa (František que actúa como músico externo entró más tarde).
En el año 2005 produjeron la maqueta musical Říkala, že ji trápí cosi (Dijo que le pasó algo a ella). Bolan la envió a varias empresas de producción. En el año 2006 le llamó el director de Universal Music Group y le dijo que le gustaría conocerse a Mandragé. Después cerraron el contrato y empezaron a crear su primer disco.
En el año 2007 publicaron un CD Přišli jsme si pro vaše děti (Venimos para recoger a vuestros hijos) y grabaron su primer videoclip con la canción Kapky proti slzám (Gotas para las lágrimas).  También fueron nominados a los premios de „Objev roku“ (El Descubrimiento del Año) de la competición Anděl y a los premios de Óčko (la televisión musical de la República Checa). Y además actuaron en el concierto de PEHA como el grupo telonero.
En el año 2008 actuaron en la gira de la banda Wanastowi Vjeci y grabaron el videoclip de la canción Punkrock Song. Un año después Mandrage publicó su segundo CD Hledá se žena (Se busca una mujer) que tenía nombre del hit con el mismo nombre y ganó los premios Óčko en la categoría rock.
Durante el año 2010 la canción Hledá se žena ocupó los primeros puestos de hit-parades en la República Checa. La banda organizó su primera gira llamada Hledá se žena Tour conectada con un proyecto interesante. En este proyecto “Se busca una mujer” participaron señoras y señoritas (más de 100 000 personas votaron en la página web www.mandrage.cz) y la ganadora pasó un fin de semana con la banda. Mandrage llegó a ser una de las bandas que más actuaban en la República Checa. La canción Hledá se žena fue nominada a los premios de Anděl y ganó los premios musicales Óčko y la competición eslovaqua Musiq1.
En el año 2011 la banda cumplió 10 años y organizó la gira Tour 10 let Mandrage (10 años de Mandrage Tour) por la República Checa, Eslovaquia, Inglaterra y Alemania. Publicaron el álbum nuevo Moje krevní skupina (Mi grupo sanguíneo) con la canción Františkovy lázně que empezó a producirse en la radio. Esta canción se distinguió de los anteriores en sus efectos sonoros y se añadieron más elementos de la música electro. También publicaron la canción Šrouby a matice (Tornillos y Tuercas) con la cual de nuevo ganaron los premios  Óčko. Un año después esta canción tuvo éxito en todos los hit-parades de la música moderna de la República Checa. Fue la canción más reproducida en la radio del año 2012. En este año también se efectuó la gira Moje krevní skupina, y en la competición Anděl la banda ganó el primer puesto en la categoría „El Grupo del Año“ y el segundo puesto en la categoría „La Composición del Año“ con la canción Šrouby a matice. En el concurso „Žebřík“ ocupó el primer puesto en la categoría „La Composición del Año“ y el segundo en la categoría „El Grupo del Año“. En el concurso „Český Slavík Mattoni“ ocupó el cuarto puesto.
En el año 2013 los aficionados de Mandrage nominaron la banda a la competición „El Grupo del Año“ en los premios Óčko donde ocupó el segundo puesto. Después de 4 meses de recreo tocaron en la mayoría de las fiestas checas, Majáles y en varios festivales. Grabaron los videoclips para las canciones Na dlani (En la mano) y Siluety (Siluetas) donde por primera vez actuó František, quien a partir de este momento no había actuado en los videos o fotos de Mandrage.

## Miembros
- Vít Starý (Víťa – cantante, guitarrista y líder de la banda)
- Josef Bolan (Pepa – cantante, guitarrista y autor de los textos)
- Michal Faitl (Coopi - guitarra bajo)
- Matyáš Vorda (Mates - batería)
- František Bořík (piano eléctrico; František es un amigo del grupo y actúa como músico externo)

## Discografía

### Álbumes de estudio
- 2005 - Říkala, Že Jí Trápí Cosi
- 2007 - Přišli Jsme Si Pro Vaše Děti
- 2009 - Hledá Se Žena
- 2011 - Moje Krevní Skupina
- 2013 - Siluety
- 2015 - Potmě Jsou Všechny Kočky Černý
- 2017 - Po Půlnocí
- 2019 - Vidím To Růžově

### Canciones/videoclips
- Kapky proti slzám
- Punk Rock song
- Hledá se žena
- Už mě víckrát neuvidíš
- Františkovy lázně
- Šrouby a matice
- Mechanik
- Na dlani
- Siluety

## Giras
- Hledá se žena tour 2010
- Tour 10 let Mandrage 2011
- Moje krevní skupina tour 2012
- Siluety tour 2014

- Datos: Q602203
- Multimedia: Mandrage / Q602203